# São Sebastião do Passé
São Sebastião do Passé es un municipio brasileño del estado de Bahía (microrregión de Catu). Tiene 42.153 habitantes, en un área total de 538,32 km² y se encuentra a 37 metros de altitud.

## Biblioteca
- Biblioteca Municipal - Getúlio Vargas, que está localizada en edificio propio en el Centro de la ciudad.

y contienen un vasto archivo literario que ayuda también más en el enriquecimento literario y cultural del pueblo sebastianense.

## Geografía
En sus tierras predominan los sedimentos arenosos. Tiene un clima lluvioso, caliente y húmedo, comprendiendo una estación de sequía compensada por período de elevada precipitación.
La media de precipitación anual es de 1.650 mm.

## Carreteras
- BR-110
- BR-324
- BA-522